# Biókhovo
Biókhovo (en rus: Бёхово) és un poble de l'óblast de Tula, a Rússia, segons el cens del 2010 tenia 58 habitants.